# 喜瑪拉雅斑啄木
，屬於啄木鳥科啄木鳥屬的一種鳥類。該物種首次发现于印度次大陸北部，主要分佈於喜马拉雅山脉和其臨近地区，横跨阿富汗、印度、尼泊尔、不丹和巴基斯坦。野外棲息地為寒帶森林和温带森林。國際自然保護聯盟（IUCN）将其评估为「无危物种」。

## 概要
喜馬拉雅啄木鳥屬中型啄木鳥，體長平均約24公分，背部為亮黑色，並具有寬闊的白色斑塊。初級飛羽為黑色，除翼端外，皆具有白色條狀紋。其下體及頭部呈白色或淺褐色，頸部及面部具有黑色Y形斑紋。雄性頭頂為紅色，雌性則為黑色。眼下方具有獨特的黑色斑點，此特徵可作為物種辨識依據。腹部及尾下覆羽則呈現紅色或粉紅色。虹膜栗色，喙黑色，腿灰色。幼鳥體色較暗淡，上體呈灰黑色，腹部及尾下覆羽顏色較淺，雌雄在頭頂灰色皆帶有少量紅色。。

## 生態環境與覓食
喜馬拉雅斑啄木鳥主要棲息於海拔1500至3200公尺之高地森林，其棲息地涵蓋潮濕或乾燥環境，常見樹種包括落葉樹、針葉樹及杜鵑花。其覓食行為通常於樹幹、粗枝或地面上單獨進行。食性廣泛，涵蓋昆蟲、果實、種子及樹液等。偶爾會以石塊敲擊果殼，以取得內部種子。。

## 物種狀態
喜馬拉雅斑啄木鳥的分布範圍廣泛，可評估為普遍或相當普遍。目前未發現任何顯著威脅，故其族群數量應屬穩定。國際自然保護聯盟已將其評定為無危物種。。

## 照片

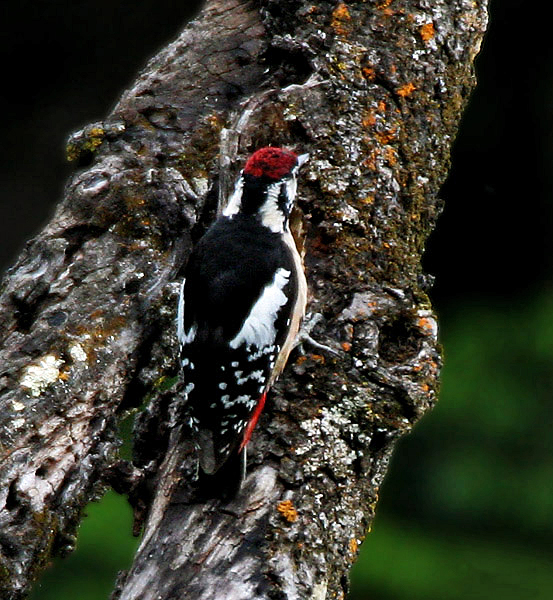
喜瑪拉雅斑啄木雄鸟（發現於喜馬偕爾邦的古盧-馬納利地区）
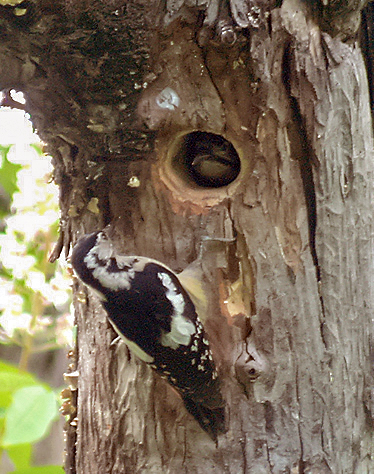
隔巢相望（發現於喜馬偕爾邦的古盧-馬納利地区）
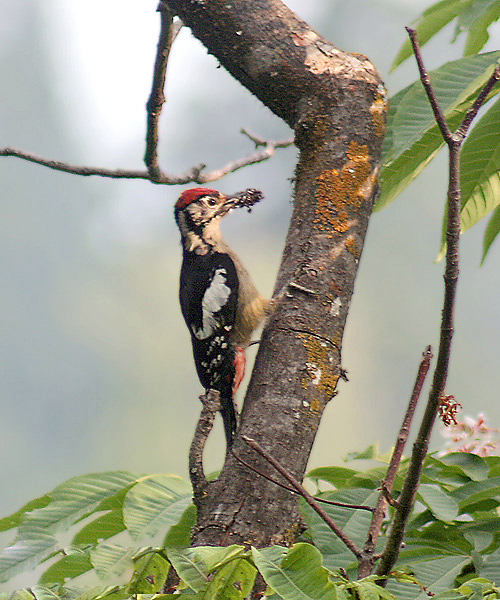
雄鸟携带著食物（發現於喜馬偕爾邦的古盧-馬納利地区）
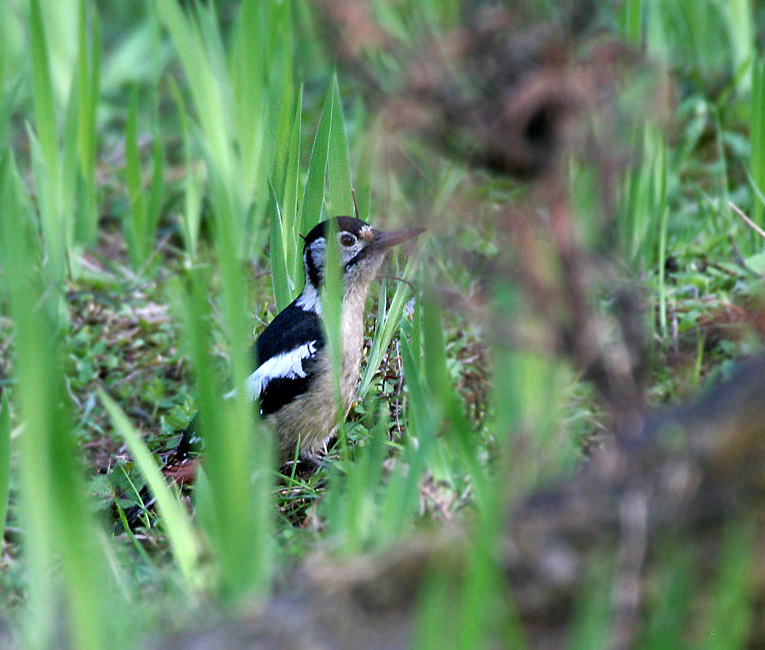
雌鸟在地面上（發現於喜馬偕爾邦的古盧-馬納利地区）

## 外部連結
- 维基共享资源上的相關多媒體資源：喜瑪拉雅斑啄木
- 維基物種上的相關：喜瑪拉雅斑啄木